# Horst von Windheim
Horst von Windheim (né le 17 septembre 1886 à Naumbourg et mort le 17 avril 1935 à Saas-Fee) est un avocat administratif allemand.

## Biographie
Windheim étudie le droit à l'Université de Göttingen, où il devient membre du Corps Bremensia en 1906. Après avoir terminé ses études, von Windheim travaille comme évaluateur à Budapest pendant la Première Guerre mondiale. Après cela, il est à Berlin et jusqu'en 1921 au bureau de l'arrondissement d'Essen. En 1921, il est nommé administrateur de l'arrondissement de Winsen. Il occupe ce poste jusqu'à la dissolution de l'arrondissement en 1932. En 1932/33, il est administrateur de l'arrondissement de Gardelegen (de) et ensuite jusqu'en 1935 administrateur de l'arrondissement de Wanzleben dans la province de Saxe. Il est mort dans une avalanche dans les Alpes pennines à l'âge de 48 ans.